# Pavlovec Zabočki
 Pavlovec Zabočki  falu Horvátországban Krapina-Zagorje megyében. Közigazgatásilag Zabokhoz  tartozik.

## Fekvése
Zágrábtól 25 km-re északra, községközpontjától  1 km-re délnyugatra Horvát Zagorje és a megye déli részén az A2-es autópálya közelében fekszik.

## Története
A településnek 1857-ben 182, 1910-ben 340 lakosa volt. Trianonig Varasd vármegye Klanjeci járásához tartozott.  2001-ben 618 lakosa volt.

## Nevezetességei
- A Sitnica-patak partján álló Szűz Mária kápolnáját 1890 körül Petar Tomek adományából építették. A kápolnát 1997-ben teljesen megújították.
- A falutól nyugati részén áll a Gjalski család gredicei kastélya, mely a 18. század utolsó harmadában épült. Elődje a Gubasócziak fából épített kúriája volt. Tulajdonosai a Gubasóczi és a Komáromy családok voltak, majd 1813-ban a Babics családé lett. Itt született 1854-ben Ksaver Šandor Gjalski neves horvát író és itt is halt meg 1935-ben. Ma kastélyszálló működik benne.

## Külső hivatkozások
- Zabok hivatalos oldala
- A zaboki Szent Ilona plébánia honlapja